# Oslo stift
Oslo stift (norska: Oslo bispedømme) är ett stift inom Norska kyrkan, med säte i Oslo. Stiftet har en mycket begränsad geografisk omfattning jämfört med övriga norska stift, och omfattar bara kommunerna Asker, Bærum och Oslo. Biskop är sedan 23 februari 2025 Sunniva Gylver. Domkyrka är Oslo Domkirke.
Utöver de sju kontrakten (prosterier, norska: prostier) har biskopen även tillsyn över kyrkans organisation för döva (Døveprostiet). Døveprostiets verksamhet är inte begränsad till stiftet, utan omfattar hela Norge.

## Historik

### Medeltiden
Stift grundades under kung Olav Kyrres regeringstid, troligen år 1075, med namnet Oslo stift och senare även Aggershuus stift efter Akershus fästning och Akershus län. Stiftet omfattade ursprungligen fylkena Oppland, Buskerud, Vestfold, Østfold och Akershus.
I samband med att Norge blev en egen kyrkoprovins under ärkebiskopen i Nidaros år 1153 lät kardinal Nikolaus Breakspere, påvlig legat, upprätta Hamars stift, genom att bryta ut och delar av Buskerud från Oslo stift samt Hedmark och delar av Telemark. Kardinalen ställde också krav på att det skulle finnas katedralskola vid biskopssätena, och grundlade omkring 1153 Oslo katedralskola.
Under tidigt 1100-tal började stiftets första domkyrka att byggas. Den var en basilika i kalksten och tegel, färdigbygd senast 1130 och helgad till Oslos skyddshelgon Sankt Halvard. Halvardskatedralen var också förbunden med biskopens residens, biskopsgården.
Oslo biskopsgård nämns för första gången i källorna 1197, då biskop Nikolas Arnesson låtit befästa biskopens gård och göra den till en försvarsanläggning. Biskopsborgen förblev Oslobiskoparnas bostad fram till 1554. Nikolas Arnesson var biskop 1190–1225, och var bland annat drivande för att Oslo stift införde prosterier, något som skedde först långt senare i övriga Norge. Arnesson tog också initiativ till lagstiftning om nya möjligheter till privata donationer till kyrkans verksamheter. Under hans biskopstid kom dock Oslostiftet periodvis att vara utan sin biskop, då Arnesson vid flera tillfällen levde i landsflykt i Danmark till följd av inbördeskriget mellan birkebeinar och bagler. Nikolas Arnesson var en av initiativtagare till baglerna, som fått sitt namn från det fornnordiska ordet för biskopskräkla.

### 1500-talet: Reformation och avveckling som självständigt stift
Från Kalmarunionen 1397 var Norge i personalunion med Danmark eller under dansk överhöghet. Reformationen skedde därför samtidigt i Danmark och Norge, med början på 1530-talet. Formellt skedde brottet med Romersk-katolska kyrkan 1537 efter att den lutherskt troende hertig Christian gått segrande ur Grevefejden och blivit kung Christian III av Danmark och Norge.
Hamars stift kom att dras in i samband med reformationen, och mellan 1536 och 1864 löd församlingarna i Oppland och Buskerud åter under biskopen av Oslo. En klosterreduktion genomfördes, och exempelvis återgick Gamle Aker kirke från Nonneseter kloster till Akershus slottsförsamling från 1587. Biskopen tog också över Olavsklostret år 1554, och lät det bli det nya biskopsresidenset. Platsen har allt sedan dess kallats Oslo biskopsgård. Den äldre biskopsgården vid Hallvardskatedralen fick förfalla, och brann slutligen ned 1567.

### 1600-talet: Stadsbranden och domkyrkorna
Under en stadsbrand 1624 kom stora delar av staden Oslo att förstöras; kung Christian IV beslutade att staden inte skulle återuppföras, utan lät bygga en ny stad strax intill och gav den namnet Christiania. Biskopsresidenset i Olavsklostret brann också ned, och när en ny biskopsgård uppfördes bevarades endast tre rum från det gamla klostret.
Hallvardskatedralen var fortsatt i bruk efter branden, men eftersom stadens centrum flyttats byggdes en ny domkyrka i den nya staden Christiania. År 1639 stod Heliga Trefaldighets kyrka klar. Halvardskyrkan revs 1669.
Heliga Trefaldighets kyrka totalförstördes i en brand redan 1686. Delar av nattvardssilvret och en mässhake har bevarats. Ännu ett nytt kyrkobygge påbörjades 1694; taket lades 1696. Den nya kyrkan var en korskyrka, med klocktorn, och fick namnet Vår frälsares kyrka. Altartavlan och predikstolen uppfördes i barockstil och blev stilbildande för kyrkor på Østlandet. Vår frälsares kyrka är fortsatt Oslos domkyrka.
Någon gång efter att den nya staden anlagts ändrade stiftet också namn, till Christiania stift.

### 1800- och 1900-talet: nytt namn och tre stift bryts ut
Under 1840-talet började nya diskussioner om att dela det stora stiftet. Samhällsförändringen hade lett till att Agershus stift bedömdes som för stort för att fungera. Samtidigt innebar 1860 års skollag en omfattande utbyggnad av skolväsendet, med bygge av skolhus och lärarbostäder i varje kommun och ett ökat tillsynsansvar för kyrkan i dess egenskap av skolans huvudman.
Regeringen föreslog att stiftets västra delar bröts ut för att bilda ett nytt stift med säte i Drammen. Andra förslag var att inrätta ett biskopssäte i Lillehammer. Men genom att Hamar dels hade historisk bakgrund som biskopssäte och dels hade fått stadsrättigheter 1849 och expanderade, föll beslutet slutligen på att återupprätta det medeltida stiftet. Från 1864 fanns på nytt en biskop på palts i Hamar. Hedmarken och Oppland fördes på nytt till Hamarbiskopen, men denna gång blev Buskerud kvar under Oslo.
År 1883–1884 revs biskopsgården från 1600-talet, och ersattes av den nuvarande byggnaden i nygotik. De tre källarrummen från det medeltida klostret bevarades, och biskopsgården fungerade som biskopens residens fram till 1985.
Under början av 1900-talet diskuterades ett namnbyte av Oslo, och från 1919 används namnet Oslo stift. Huvudstaden bytte formellt namn först 1925. Sedan frigörelsen från Sverige har Oslo domkyrka kommit att fungera som bröllops- och begravningskyrka för Norges regenter och tronföljare. Däremot är det Nidarosdomen som utgör krönings- eller signingskyrka.
År 1948 blev Buskerud og Vestfold avskilda och bildade det nya Tunsbergs stift. Strax därefter, 1969, avskildes även Østfold och största delen av Akershus till Borgs stift.
I samband med firandet av Oslos 900-årsjubileum år 1950 genomfördes omfattande renoveringar av Vår frälsarens kyrka. Den ursprungliga predikstolen och altartavlan återställdes, samtidigt som nya modernistiska takmålningar utfördes av Hugo Lous Mohr. Samtidigt bytte kyrkan namn till Oslo domkyrka.

## Organisation

### Biskop
Biskopen ansvarar för kyrkans tro och lära i stiftet och är högsta chef för stiftets präster. Det åligger även biskopen att visitera församlingarna samt att ordinera och viga människor till tjänst i kyrkan. Biskopssäte är Oslo och stiftets katedral är Oslo domkyrka.
Den 5 december 2024 meddelade kyrkorådet att Sunniva Gylver valts till ny biskop för stiftet. Hon efterträdde Kari Veiteberg, som var den första kvinnan som utsågs till biskop i Oslo stift. Gylver biskopvigdes av preses i biskopsmötet Olav Fykse Tveit vid en gudstjänst i Oslo domkirke.

### Stiftsrådet
Oslo bispedømmeråd, stiftsrådet, beslutar om kyrkans verksamhet i stiftet och verkar för att "väcka och nära det kristliga livet i församlingarna" och främja samarbetet mellan stiftets församlingar.
Stiftstrådet har 11 medlemmar, nämligen biskopen, en präst vald av stiftets präster, en anställd lekman vald av stiftets anställda lekmän, en representant för Dövkyrkan samt sju andra lekmän valda av stiftets röstberättigade medlemmar. Biskopen tjänstgör ex officio, medan samtliga övriga ledamöter har en mandatperiod om fyra år.
Det nuvarande stiftsrådet tillträde 1 januari 2024 och mandatperioden sträcker sig till 31 december 2027. De valda lekmännen tillhör Frimodig kirke (1 mandat), Nominasjonskomiteen (2 mandat) och Åpen folkekirke (4 mandat). Ordförande (leder) i stiftstrådet är Gard Realf Sandaker-Nielsen från Åpen folkekirke.
Ledamöterna i stiftsrådet är också stiftets ledamöter i kyrkomötet.

### Kontraktsindelning och prostar

Kontrakt (prosterier) i Oslo stift.

Oslo stift är indelat i sju geografiska kontrakt (prosterier, norska: prostier) med totalt 59 församlingar (socknar, norska: sokn eller sogn) som samverkar i tre kyrkliga samfälligheter (norska: kirkelige fellesråd). Samfälligheterna är en organisation som ungefärligt motsvarar ett pastorat, men i övrigt följer kommunindelningen och är nära knuten till den kommunala organisationen.
I stiftet ingår även ett icke-territoriellt kontrakt, nämligen Døveprostiet, som ansvarar för dövkyrkans verksamhet i Oslo och sju andra orter över hela Norge. Biskopen har även nationellt tillsynsansvar för de 37 fältprästerna inom Norska försvarsmaktens tros- och livssynskår.
För varje kontrakt finns en prost, som fungerar som chef för kontraktets präster. Prostarna ska i övrigt bistå biskopen i hans eller hennes ämbete. Prosten i domkyrkokontraktet (domprosteriet) kallas domprost. Domprosten i Oslo är biskopens vikarie och kan bland annat träda i biskopens ställe vid visitation, prästvigning och invigning av nya kyrkor.
De åtta kontrakten är:
- Oslo domprosteri
- Askers prosteri
- Bærums prosteri
- Groruddalens prosteri
- Nordre Akers prosteri
- Søndre Akers prosteri
- Vestre Akers prosteri
- Døveprostiet

### Stiftskansliet och Biskopsgården
Stiftskansliet är en gemensam kansliorganisation för biskopen och stiftsrådet. Kansliet ansvarar för förvaltningsuppgifter och stöd i kyrkolivsfrågor, samt utgör rådgivande organ för kontrakt och församlingar.
Stiftskansliet är förlagt till Oslo nya biskopsgård, en byggnad i nygotik från 1880-talet. Fram till 1980-talet var biskopsgården residens för Oslobiskopen; sedan 1986 har den i stället använts som kontors- och representationsbyggnad. I biskopsgårdens källare finns tre rum från det tidigmedeltida Olavsklostret bevarade; av 1500-talsborgen finns inget kvar.

### Specialistpräster
Oslo stift organiserar ett flertal specialistpräster:
- Studentpräster finns vid Universitetet i Oslo, OsloMet och Handelshøyskolen BI.[31]
- Gatupräst och gatudiakon arbetar uppsökande mot ungdomar, konfirmandgrupper och gymnasieskolor samt genom ett ungdomskafé.[3][32]
- Äldreboendepräster finns i samverkan med Oslo kommun vid 14 äldreboenden.[33]
- Präst för samiskt kyrkoliv finns sedan 2023.[3]
- Fängelsepräster finns vid Bredtveit kvinnefengsel, Oslo fengsel och Ila fengsel og forvaringsanstalt.[3]

Sjukhuspräster organiseras av fristående vårdverksamheter, men står under biskopens tillsyn. De finns vid Diakonhjemmets sykehus och Lovisenberg diakonale sykehus, som drivs av stiftelser med stark koppling till Den norska kyrkan, samt vid det statliga Bærum sykehus.
Tidigare stod även fältprästerna inom Norges försvarsmakt under biskopen av Oslo, och fältprästernas högsta befäl räknades som prost i Oslo stift. Sedan 1 april 2024 sorterar de under Preses i biskopsmötet.

## Kyrkor

### Gamla Aker kyrka
Aker kyrka är Oslos äldsta bestående byggnad, och antas vara bygd någon gång från 1080 till mitten av 1100-talet. Den uppfördes som gårdskyrka för Aker gård, i anslutning till vadställen och större vägar. På så sätt blev kyrkan lättillgänglig för folket i närområdet.
Byggnaden utgörs av en 40 meter lång treskeppig basilika med kor och ett sidokapell. Näst domkyrkorna är den en av Norges största kyrkobyggnader, och i Borgartingslagen, som tillkom senast 1164, är kyrkan nämnd som fylkeskyrka. Det är dock oklart hur stort geografisk område som fylkeskyrkan betjänade.
År 1186 överförde biskopen av Oslo kyrkan med tillhörande jordbruksmark till Nonneseter kloster, för att ge klostret bättre ekonomiskt underlag. I samband med reformationen genomfördes en klosterreduktion, och kyrkan och dess marker återfördes från Nonneseter till Akershus slottsförsamling 1587. År 1723 såldes kyrkan och övergick till privat ägo fram till 1849. Den köptes då av Akers kommun, innan den övertogs av Christiania kommun 1852 och restaurerades. I samband med att Vestre Aker kirke byggdes 1855 och Østre Aker kirke 1860 började den kallas Gamla Aker kyrka.
Under perioden 2023–2024 har kyrkan genomgått omfattande restaureringar, med ett nytt vapenhus i glas, tekniska uppdateringar av byggnaden, och en totalrenovering av den kulturminnesmärkta medeltida källaren.

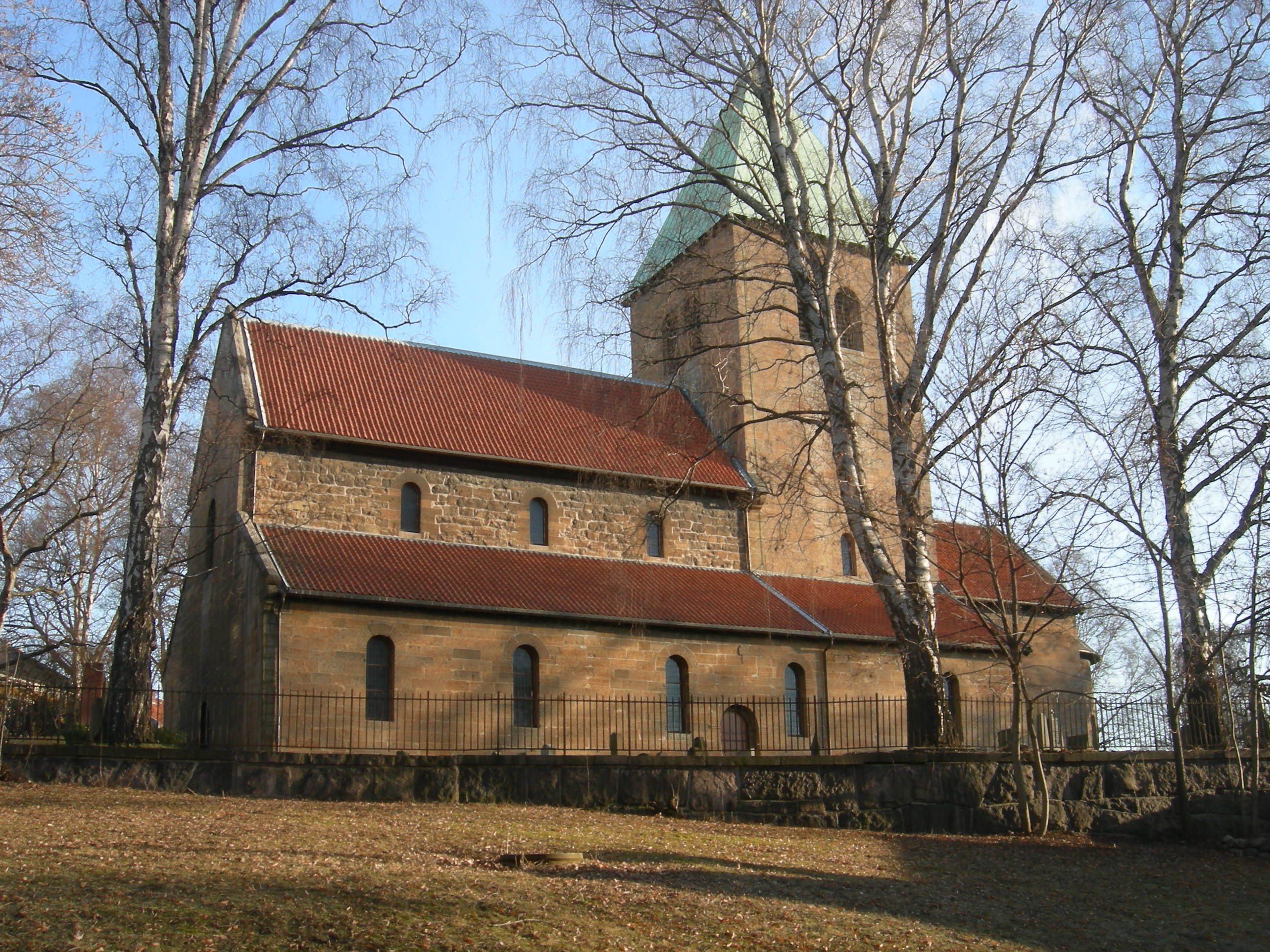
Kyrkan, sedd från söder.
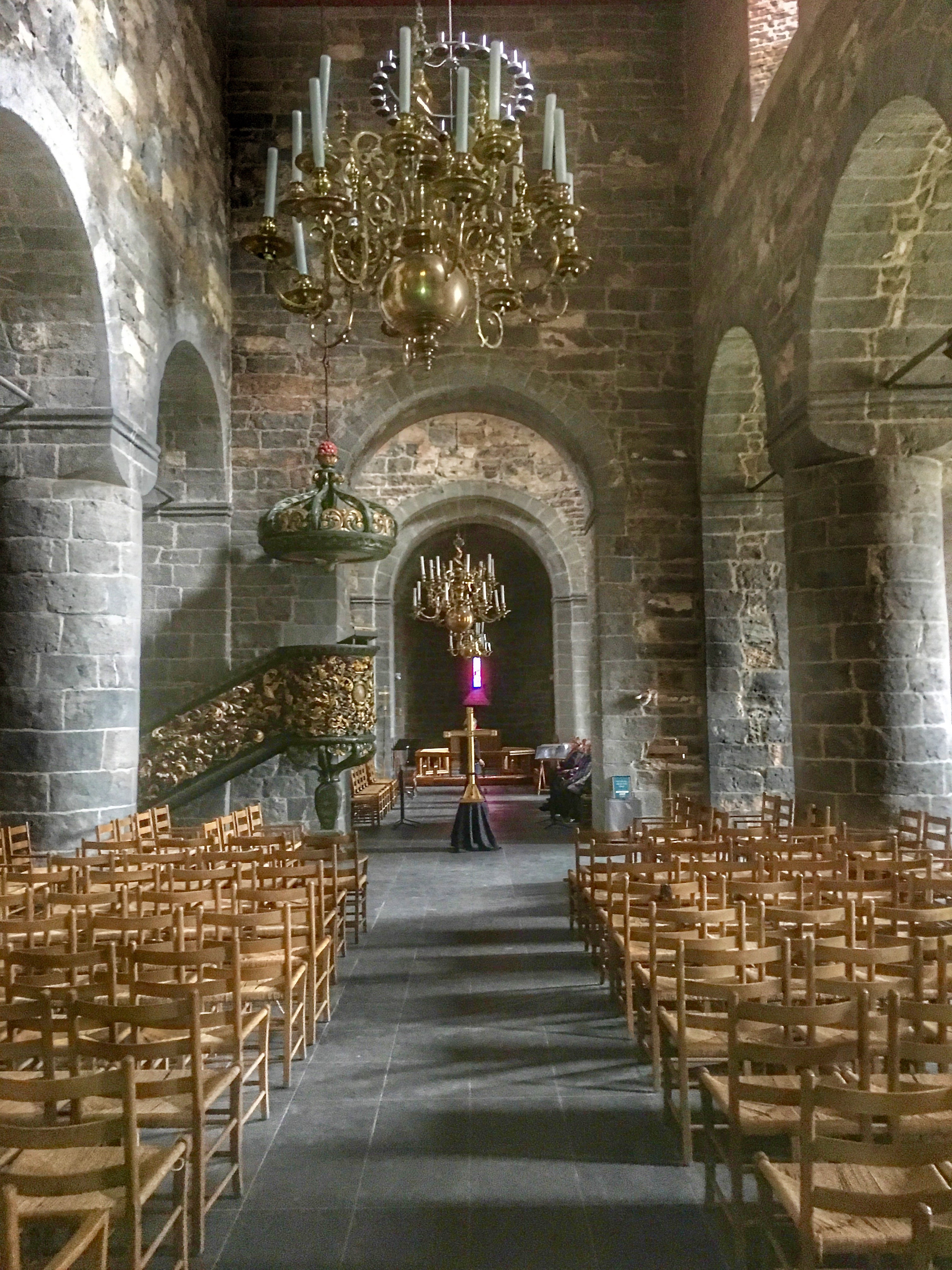
Långskeppet, i riktning mot koret.
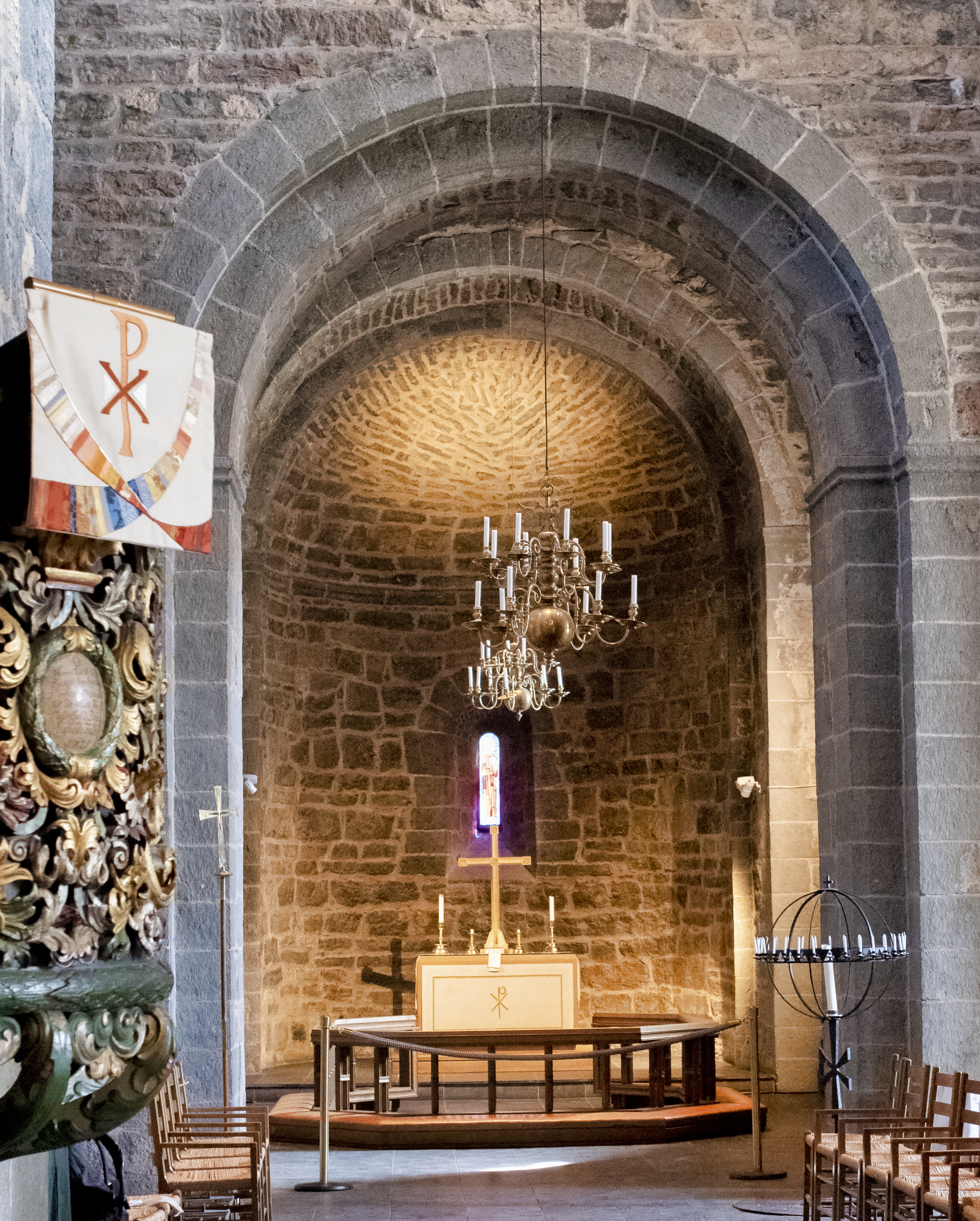
Koret. Till vänster predikstolen.
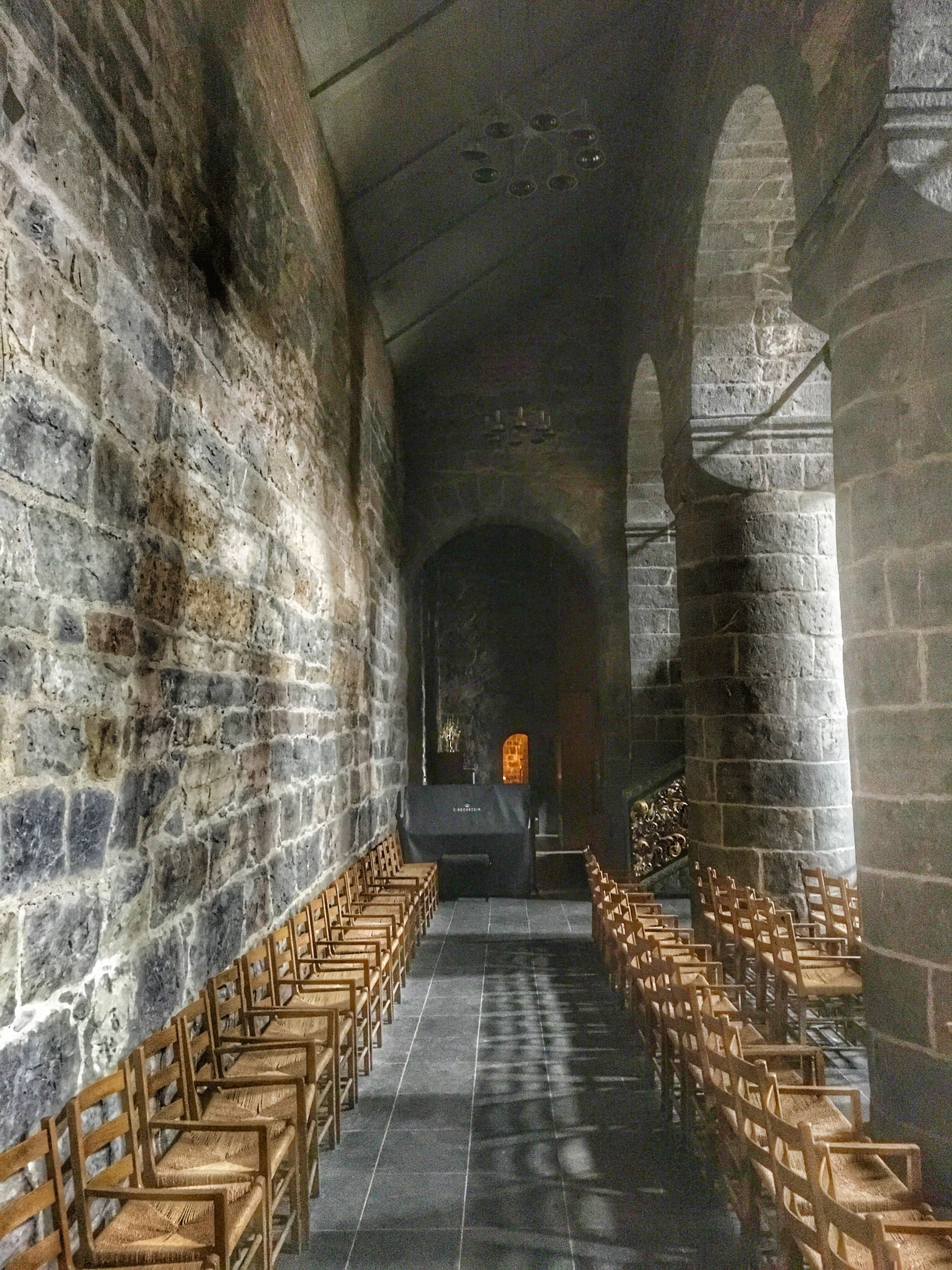
Sidoskeppet, med platt trätak.

## Biskopslängd

### Före reformationen
Namnen och uppgifterna är kompletterade med uppgifter från Peder Claussøn Friis förteckning, som dock inte upptar några årtal utöver vad som särskilt angivits nedan.
- Asgaut, omkring 1070/92, missionsbiskop. Även Asgoud, Asgund. Latin: Asgautus
- Torolv. Även Thorlfr. Latin: Thorolphus.
- Aslak. Även Aslag. Latin:Aslagus.
- Geisard. Även Gerhard, Geiraldr. Latin: Giraldus.
- Kol Torkelson – 1122/33. Ingår ej i Claussøn Friis förteckning.
- Peter. Även Peder. Latin: Petrus.
- ? –1157 Vilhelm Även Vilhialmer, Villem. Latin: Vilhelmus.
- 1157/61–1170 Torsteinn. Även Tosteen. Latin: Torstanus.
- 1170–1190 Helge I. Även Halgi. Latin: Helgo.
- 1190–1225 Nikolas Arnesson. Även Niels, Niclaus. Latin: Nicolaus.
- 1226–1244 Orm. Även Ottar, Otter, Otte. Latin: Ottarus.
- 1247–1248 Torkell. Även Torkild. Latin: Thorchillus.
- 1248–1267 Håkon (från 1267 ärkebiskop av Nidaros). Även Hakon, Hogen. Latin: Haco eller Haquinus.
- 1267–1287 Andres. Även Anders. Latin: Andreas.
- 1288–1303 Eyvind. Även Evindr, Evind. Latin: Evindus.
- 1304–1322 Helge II. Även Helgi. Latin: Halgo.
- 1322–1351 Salomon Toraldson. Claussøn Friis markerar årtalet 1348 vid hans namn.
- 1352–1354 Gyrd Aslason Ingår ej i Claussøn Friis förteckning.
- 1352–1358 Sigfrid, O.P. Latin: Sigfridus.
- 1359–1370 Hallvard Bjørnarsson. Även Halvadr. Latin: Havardus.
- 1373–1385 Jon. Claussøn Friis markerar årtalet 1378 vid hans namn. Latin: Jonas.
- 1386–1407 Eystein Aslakson. Även Østein, Østeen. Latin: Ostenus.
- 1401–1407 Jakob Knutson, biskop av Bergen 1401–1407. Latin: Jacobus.
- 1407 Aslak Hartviktsson Bolt, biskop av Bergen från1408 Ingår ej i Claussøn Friis förteckning.
- Sueri. Latin: Svero.
- 1420–1452 Jens Jakobssøn, dansk. Även Jon. Latin: Jonas.
- 1453–1483 Gunnar Tjostulvsson Holk. Även Holfr. Latin: Gunnarus.
- 1483–1488 Nils Audensson Kalib. Latin: Nicolaus.
- 1489–1505 Herlog Vigleiksson Korning. Även Herloff. Latin: Herlovius.
- 1506–1521 och 1524 Anders Mus. Claussøn Friis markerar årtalet 1514 vid hans namn. Latin: Andreas.
- 1521–1524 Hans Mule. Claussøn Friis markerar att han drunknade i Jutland 1524 på väg från Trondheim som ordinerad för Oslo stift.
- 1525–1537 Hans Rev Även Jens Reff.

### Efter reformationen
Efter reformationen har Oslo stift haft följande biskopslängd.
- 1541–1545 Hans Rev. Även Jens Reff. Claussøn Friis markerar "vor biskop 1544, den første Evangeliske Superintendens udi Oslo oc Hammers Stiftet".[38]
- 1545–1548 Anders Madssøn Ingår ej i Claussøn Friis förteckning.[38]
- 1548–1580 Frants Berg. Även Frantz Bierrig.[38]
- 1580–1600 Jens Nilssøn
- 1601–1607 Anders Bendssøn Dall
- 1607–1617 Niels Clausen Senning
- 1617–1639 Niels Simonsen Glostrup Den sista biskopen som ingår i Claussøn Friis förteckning.[38]
- 1639–1646 Oluf Boesen
- 1646–1664 Henning Stockfleth
- 1664–1699 Hans Rosing
- 1699–1712 Hans Munch
- 1713–1730 Bartholomæus Deichman
- 1731–1737 Peder Hersleb
- 1738–1758 Niels Dorph
- 1758–1773 Frederik Nannestad
- 1773–1804 Christian Schmidt
- 1805–1822 Frederik Julius Bech
- 1823–1845 Christian Sørenssen
- 1846–1874 Jens Lauritz Arup
- 1875–1893 Carl Peter Parelius Essendrop
- 1893–1896 Fredrik Wilhelm Klumpp Bugge
- 1896–1912 Anton Christian Bang
- 1912–1922 Jens Frølich Tandberg
- 1922–1937 Johan P. Lunde
- 1937–1951 Eivind Josef Berggrav
- 1951–1968 Johannes Smemo
- 1968–1973 Fridtjov Søiland Birkeli
- 1973–1977 Kaare Støylen
- 1977–1998 Andreas Aarflot
- 1998–2005 Gunnar Stålsett
- 2005–2017 Ole Christian Mælen Kvarme
- 2017–2024 Kari Veiteberg[21][40]
- 2025– Sunniva Gylver[5][6]